# Taner Kabiłow
Taner Nichatow Kabiłow, bułg. Танер Нихатов Кабилов (ur. 28 kwietnia 1987 w Płowdiwie) – bułgarski polityk, poseł do Parlamentu Europejskiego X kadencji.

## Życiorys
Ukończył szkołę średnią w Sofii, a także nauki polityczne na Nowym Uniwersytecie Bułgarskim. Na tej samej uczelni uzyskał magisterium z zarządzania europejskiego. Pracował jako menedżer w branży handlowej i technologii informacyjnych, a także jako kierownik projektu. Działacz Ruchu na rzecz Praw i Wolności, był członkiem kierownictwa partyjnej młodzieżówki, na czele której stał w latach 2023–2024. W 2024 otrzymał czwarte miejsce na liście DPS w wyborach europejskich. Uzyskał wówczas mandat posła do PE X kadencji (dzięki rezygnacji lidera listy z jego objęcia).